# Neocryptodiscus cachroides
Neocryptodiscus cachroides är en flockblommig växtart som först beskrevs av Alexander Gustav von Schrenk, och fick sitt nu gällande namn av V.M.Vinogr. Neocryptodiscus cachroides ingår i släktet Neocryptodiscus och familjen flockblommiga växter. Inga underarter finns listade i Catalogue of Life.